# Fußball-Europameisterschaft 2004/Gruppe C
Resultate der Gruppe C der Fußball-Europameisterschaft 2004:
| Pl. | Land      | Sp. | S | U | N | Tore    | Diff. | Punkte |
| --- | --------- | --- | - | - | - | ------- | ----- | ------ |
| 1. | Schweden  | 3   | 1 | 2 | 0 | 008:300 | +5    | 05     |
| 2. | Dänemark  | 3   | 1 | 2 | 0 | 004:200 | +2    | 05     |
| 3. | Italien   | 3   | 1 | 2 | 0 | 003:200 | +1    | 05     |
| 4. | Bulgarien | 3   | 0 | 0 | 3 | 001:900 | −8    | 0      |
| Für die Platzierung 1, 2 und 3 ist die Anzahl der erzielten Tore im direkten Vergleich zwischen Schweden, Dänemark und Italien maßgeblich. |           |     |   |   |   |         |       |        |

## Dänemark – Italien 0:0
| Dänemark                                                                            | Dänemark | Italien | Italien | Aufstellung                        |
| ----------------------------------------------------------------------------------- | --- | --- | ------- | ---------------------------------- |
| Dänemark                                                                            | \| 1. Spieltag \| \| Montag, 14. Juni 2004 um 18:00 Uhr MESZ in Guimarães (Estádio Dom Afonso Henriques) \| \| Zuschauer: 29.595 \| \| Schiedsrichter: Manuel Mejuto González ( Spanien) \|                                                                                | \| 1. Spieltag \| \| Montag, 14. Juni 2004 um 18:00 Uhr MESZ in Guimarães (Estádio Dom Afonso Henriques) \| \| Zuschauer: 29.595 \| \| Schiedsrichter: Manuel Mejuto González ( Spanien) \| | Italien | Aufstellung Dänemark gegen Italien |
| Dänemark                                                                            | Thomas Sørensen – Thomas Helveg, Martin Laursen, René Henriksen , Niclas Jensen – Daniel Jensen, Christian Poulsen (76. Brian Priske) – Jon Dahl Tomasson – Dennis Rommedahl, Ebbe Sand (69. Claus Jensen), Martin Jørgensen (72. Kenneth Perez) Cheftrainer: Morten Olsen | Gianluigi Buffon – Christian Panucci, Alessandro Nesta, Fabio Cannavaro , Gianluca Zambrotta – Cristiano Zanetti (57. Gennaro Gattuso), Simone Perrotta – Mauro Camoranesi (68. Stefano Fiore), Francesco Totti, Alessandro Del Piero (64. Antonio Cassano) – Christian Vieri Cheftrainer: Giovanni Trapattoni | Italien | Aufstellung Dänemark gegen Italien |
| Dänemark                                                                            | Jon Dahl Tomasson (29.), Thomas Helveg (67.) | Fabio Cannavaro (62.), Antonio Cassano (70.), Gennaro Gattuso (81.), Francesco Totti (90.+3') | Italien | Aufstellung Dänemark gegen Italien |
| Dänemark                                                                            | Francesco Totti wurde nachträglich für drei Spiele gesperrt, da Fernsehbilder eindeutig zeigten, dass er seinen Gegenspieler Christian Poulsen angespuckt hatte. | | Italien | Aufstellung Dänemark gegen Italien |
| 1. Spieltag                                                                         | | |         |                                    |
| Montag, 14. Juni 2004 um 18:00 Uhr MESZ in Guimarães (Estádio Dom Afonso Henriques) | | |         |                                    |
| Zuschauer: 29.595                                                                   | | |         |                                    |
| Schiedsrichter: Manuel Mejuto González ( Spanien)                                   | | |         |                                    |

## Schweden – Bulgarien 5:0 (1:0)
| Schweden                                                                        | Schweden | Bulgarien | Bulgarien | Aufstellung                          |
| ------------------------------------------------------------------------------- | --- | --- | --------- | ------------------------------------ |
| Schweden                                                                        | \| 1. Spieltag \| \| Montag, 14. Juni 2004 um 20:45 Uhr MESZ in Lissabon (Estádio José Alvalade XXI) \| \| Zuschauer: 31.652 \| \| Schiedsrichter: Mike Riley ( England) \| | \| 1. Spieltag \| \| Montag, 14. Juni 2004 um 20:45 Uhr MESZ in Lissabon (Estádio José Alvalade XXI) \| \| Zuschauer: 31.652 \| \| Schiedsrichter: Mike Riley ( England) \| | Bulgarien | Aufstellung Schweden gegen Bulgarien |
| Schweden                                                                        | Andreas Isaksson – Teddy Lučić (41. Christian Wilhelmsson), Olof Mellberg , Andreas Jakobsson, Erik Edman – Mikael Nilsson, Tobias Linderoth, Anders Svensson (76. Kim Källström), Freddie Ljungberg – Zlatan Ibrahimović (81. Marcus Allbäck), Henrik Larsson Cheftrainer: Tommy Söderberg & Lars Lagerbäck | Sdrawko Sdrawkow – Wladimir Iwanow, Predrag Paschin, Rosen Kirilow, Iwajlo Petkow – Georgi Peew, Martin Petrow (84. Sdrawko Lasarow), Stilijan Petrow , Marijan Christow – Zoran Janković (62. Welisar Dimitrow), Dimitar Berbatow (76. Wladimir Mantschew) Cheftrainer: Plamen Markow | Bulgarien | Aufstellung Schweden gegen Bulgarien |
| Schweden                                                                        | 1:0 Ljungberg (32.) 2:0 Larsson (57.) 3:0 Larsson (58.) 4:0 Ibrahimović (78., Foulelfmeter) 5:0 Allbäck (90.+1') | | Bulgarien | Aufstellung Schweden gegen Bulgarien |
| Schweden                                                                        | Tobias Linderoth (52.), Zlatan Ibrahimović (65.) | Iwajlo Petkow (18.), Rosen Kirilow (22.), Zoran Janković (23.), Wladimir Iwanow (70.) | Bulgarien | Aufstellung Schweden gegen Bulgarien |
| 1. Spieltag                                                                     | | |           |                                      |
| Montag, 14. Juni 2004 um 20:45 Uhr MESZ in Lissabon (Estádio José Alvalade XXI) | | |           |                                      |
| Zuschauer: 31.652                                                               | | |           |                                      |
| Schiedsrichter: Mike Riley ( England)                                           | | |           |                                      |

## Bulgarien – Dänemark 0:2 (0:1)
| Bulgarien                                                                      | Bulgarien | Dänemark | Dänemark | Aufstellung                          |
| ------------------------------------------------------------------------------ | --- | --- | -------- | ------------------------------------ |
| Bulgarien                                                                      | \| 2. Spieltag \| \| Freitag, 18. Juni 2004 um 18:00 Uhr MESZ in Braga (Estádio Municipal de Braga) \| \| Zuschauer: 24.131 \| \| Schiedsrichter: Lucílio Batista ( Portugal) \| | \| 2. Spieltag \| \| Freitag, 18. Juni 2004 um 18:00 Uhr MESZ in Braga (Estádio Municipal de Braga) \| \| Zuschauer: 24.131 \| \| Schiedsrichter: Lucílio Batista ( Portugal) \|                                                                        | Dänemark | Aufstellung Bulgarien gegen Dänemark |
| Bulgarien                                                                      | Sdrawko Sdrawkow – Wladimir Iwanow (51. Sdrawko Lasarow), Predrag Paschin, Rosen Kirilow, Iwajlo Petkow (40. Zlatomir Zagorčić), Ilijan Stojanow – Georgi Peew, Marijan Christow, Stilijan Petrow , Martin Petrow – Zoran Janković (81. Milen Petkow), Dimitar Berbatow Cheftrainer: Plamen Markow | Thomas Sørensen – Thomas Helveg, Martin Laursen, René Henriksen , Niclas Jensen – Daniel Jensen, Thomas Gravesen – Dennis Rommedahl (23. Jesper Grønkjær), Martin Jørgensen (72. Claus Jensen) – Jon Dahl Tomasson, Ebbe Sand Cheftrainer: Morten Olsen | Dänemark | Aufstellung Bulgarien gegen Dänemark |
| Bulgarien                                                                      | 0:1 Dahl Tomasson (44.) 0:2 Grønkjær (90.+2') | | Dänemark | Aufstellung Bulgarien gegen Dänemark |
| Bulgarien                                                                      | Rosen Kirilow (4.), Ilian Stojanow (50.), Stilijan Petrow (77.), Zlatomir Zagorčić (80.), Marijan Christow (82.), Martin Petrow (84.) | Niclas Jensen (10.), Ebbe Sand (58.) | Dänemark | Aufstellung Bulgarien gegen Dänemark |
| Bulgarien                                                                      | Stilijan Petrow (83.) | | Dänemark | Aufstellung Bulgarien gegen Dänemark |
| 2. Spieltag                                                                    | | |          |                                      |
| Freitag, 18. Juni 2004 um 18:00 Uhr MESZ in Braga (Estádio Municipal de Braga) | | |          |                                      |
| Zuschauer: 24.131                                                              | | |          |                                      |
| Schiedsrichter: Lucílio Batista ( Portugal)                                    | | |          |                                      |

## Italien – Schweden 1:1 (1:0)
| Italien                                                               | Italien | Schweden | Schweden | Aufstellung                        |
| --------------------------------------------------------------------- | --- | --- | -------- | ---------------------------------- |
| Italien                                                               | \| 2. Spieltag \| \| Freitag, 18. Juni 2004 um 20:45 Uhr MESZ in Porto (Estádio do Dragão) \| \| Zuschauer: 44.926 \| \| Schiedsrichter: Urs Meier ( Schweiz) \| | \| 2. Spieltag \| \| Freitag, 18. Juni 2004 um 20:45 Uhr MESZ in Porto (Estádio do Dragão) \| \| Zuschauer: 44.926 \| \| Schiedsrichter: Urs Meier ( Schweiz) \| | Schweden | Aufstellung Italien gegen Schweden |
| Italien                                                               | Gianluigi Buffon – Christian Panucci, Alessandro Nesta, Fabio Cannavaro , Gianluca Zambrotta – Gennaro Gattuso (76. Giuseppe Favalli), Andrea Pirlo, Simone Perrotta – Antonio Cassano (70. Stefano Fiore), Alessandro Del Piero (82. Mauro Camoranesi) – Christian Vieri Cheftrainer: Giovanni Trapattoni | Andreas Isaksson – Mikael Nilsson, Olof Mellberg , Andreas Jakobsson, Erik Edman (77. Marcus Allbäck) – Christian Wilhelmsson (67. Mattias Jonson), Tobias Linderoth, Anders Svensson (55. Kim Källström), Freddie Ljungberg – Zlatan Ibrahimović, Henrik Larsson Cheftrainer: Tommy Söderberg & Lars Lagerbäck | Schweden | Aufstellung Italien gegen Schweden |
| Italien                                                               | 1:0 Cassano (37.) | 1:1 Ibrahimović (85.) | Schweden | Aufstellung Italien gegen Schweden |
| Italien                                                               | Gennaro Gattuso (39.), Fabio Cannavaro (46.), Gianluca Zambrotta (58.) | Erik Edman (54.), Tobias Linderoth (75.) | Schweden | Aufstellung Italien gegen Schweden |
| 2. Spieltag                                                           | | |          |                                    |
| Freitag, 18. Juni 2004 um 20:45 Uhr MESZ in Porto (Estádio do Dragão) | | |          |                                    |
| Zuschauer: 44.926                                                     | | |          |                                    |
| Schiedsrichter: Urs Meier ( Schweiz)                                  | | |          |                                    |

## Dänemark – Schweden 2:2 (1:0)
| Dänemark                                                              | Dänemark | Schweden | Schweden | Aufstellung                         |
| --------------------------------------------------------------------- | --- | --- | -------- | ----------------------------------- |
| Dänemark                                                              | \| 3. Spieltag \| \| Dienstag, 22. Juni 2004 um 20:45 Uhr MESZ in Porto (Estádio do Bessa) \| \| Zuschauer: 26.115 \| \| Schiedsrichter: Markus Merk ( Deutschland) \| | \| 3. Spieltag \| \| Dienstag, 22. Juni 2004 um 20:45 Uhr MESZ in Porto (Estádio do Bessa) \| \| Zuschauer: 26.115 \| \| Schiedsrichter: Markus Merk ( Deutschland) \| | Schweden | Aufstellung Dänemark gegen Schweden |
| Dänemark                                                              | Thomas Sørensen – Thomas Helveg, Martin Laursen, René Henriksen , Niclas Jensen (46. Kasper Bøgelund) – Daniel Jensen (65. Christian Poulsen), Thomas Gravesen – Jon Dahl Tomasson – Jesper Grønkjær, Ebbe Sand, Martin Jørgensen (57. Dennis Rommedahl) Cheftrainer: Morten Olsen | Andreas Isaksson – Mikael Nilsson, Olof Mellberg , Andreas Jakobsson, Erik Edman – Mattias Jonson, Anders Andersson (81. Marcus Allbäck), Kim Källström (72. Christian Wilhelmsson), Freddie Ljungberg – Zlatan Ibrahimović, Henrik Larsson Cheftrainer: Tommy Söderberg & Lars Lagerbäck | Schweden | Aufstellung Dänemark gegen Schweden |
| Dänemark                                                              | 1:0 Dahl Tomasson (28.) 2:1 Dahl Tomasson (66.) | 1:1 Larsson (47., Foulelfmeter) 2:2 Jonson (89.) | Schweden | Aufstellung Dänemark gegen Schweden |
| Dänemark                                                              | Erik Edman (36.), Kim Källström (63.) | | Schweden | Aufstellung Dänemark gegen Schweden |
| 3. Spieltag                                                           | | |          |                                     |
| Dienstag, 22. Juni 2004 um 20:45 Uhr MESZ in Porto (Estádio do Bessa) | | |          |                                     |
| Zuschauer: 26.115                                                     | | |          |                                     |
| Schiedsrichter: Markus Merk ( Deutschland)                            | | |          |                                     |

## Italien – Bulgarien 2:1 (0:1)
| Italien                                                                               | Italien | Bulgarien | Bulgarien | Aufstellung                         |
| ------------------------------------------------------------------------------------- | --- | --- | --------- | ----------------------------------- |
| Italien                                                                               | \| 3. Spieltag \| \| Dienstag, 22. Juni 2004 um 20:45 Uhr MESZ in Guimarães (Estádio Dom Afonso Henriques) \| \| Zuschauer: 16.002 \| \| Schiedsrichter: Walentin Iwanow ( Russland) \| | \| 3. Spieltag \| \| Dienstag, 22. Juni 2004 um 20:45 Uhr MESZ in Guimarães (Estádio Dom Afonso Henriques) \| \| Zuschauer: 16.002 \| \| Schiedsrichter: Walentin Iwanow ( Russland) \|                                                                                                 | Bulgarien | Aufstellung Italien gegen Bulgarien |
| Italien                                                                               | Gianluigi Buffon – Christian Panucci, Alessandro Nesta, Marco Materazzi (83. Marco Di Vaio), Gianluca Zambrotta – Stefano Fiore, Andrea Pirlo, Simone Perrotta (68. Massimo Oddo), Alessandro Del Piero – Antonio Cassano, Bernardo Corradi (53. Christian Vieri) Cheftrainer: Giovanni Trapattoni | Sdrawko Sdrawkow – Daniel Borimirow, Predrag Paschin (64. Kiril Kotew), Zlatomir Zagorčić, Ilijan Stojanow – Sdrawko Lasarow, Marijan Christow (79. Welisar Dimitrow), Milen Petkow, Martin Petrow – Zoran Janković (46. Waleri Boschinow), Dimitar Berbatow Cheftrainer: Plamen Markow | Bulgarien | Aufstellung Italien gegen Bulgarien |
| Italien                                                                               | 1:1 Perrotta (48.) 2:1 Cassano (90.+4') | 0:1 Petrow (45., Foulelfmeter) | Bulgarien | Aufstellung Italien gegen Bulgarien |
| Italien                                                                               | Marco Materazzi (44.) | Martin Petrow (45.+1'), Waleri Boschinow (49.), Ilian Stojanow (66.), Sdrawko Lasarow (80.) | Bulgarien | Aufstellung Italien gegen Bulgarien |
| 3. Spieltag                                                                           | | |           |                                     |
| Dienstag, 22. Juni 2004 um 20:45 Uhr MESZ in Guimarães (Estádio Dom Afonso Henriques) | | |           |                                     |
| Zuschauer: 16.002                                                                     | | |           |                                     |
| Schiedsrichter: Walentin Iwanow ( Russland)                                           | | |           |                                     |